# سوزان هوانغ
سوزان هوانغ (بالصينية: 黄绮珊) (و. 1968 – م) هي مغنية، من جمهورية الصين الشعبية.

## روابط خارجية
- سوزان هوانغ على موقع IMDb (الإنجليزية)
- سوزان هوانغ على موقع ميوزك برينز (الإنجليزية)
- سوزان هوانغ على موقع قاعدة بيانات الفيلم (الإنجليزية)